# Nó de pinho

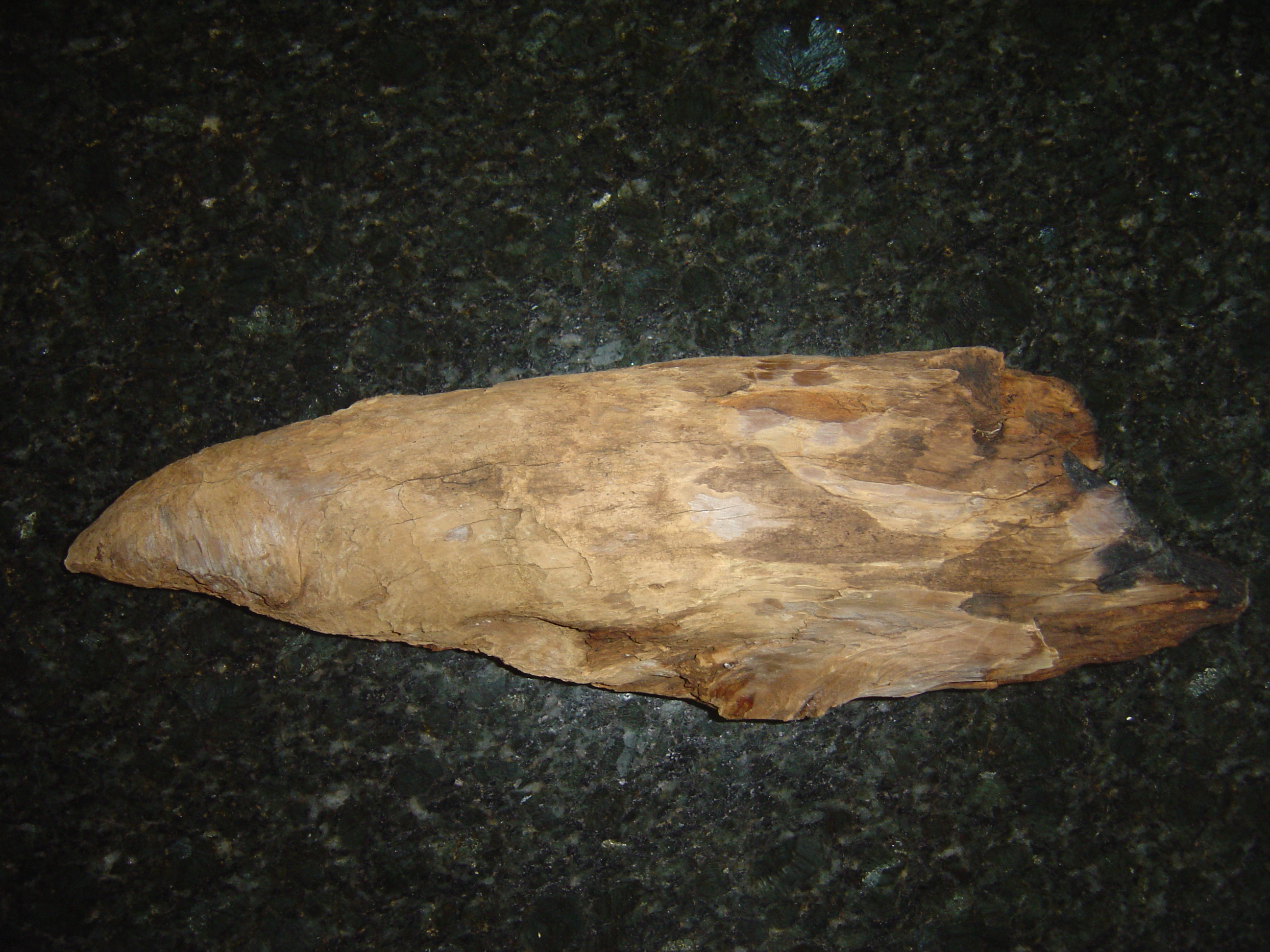
Nó de Pinho

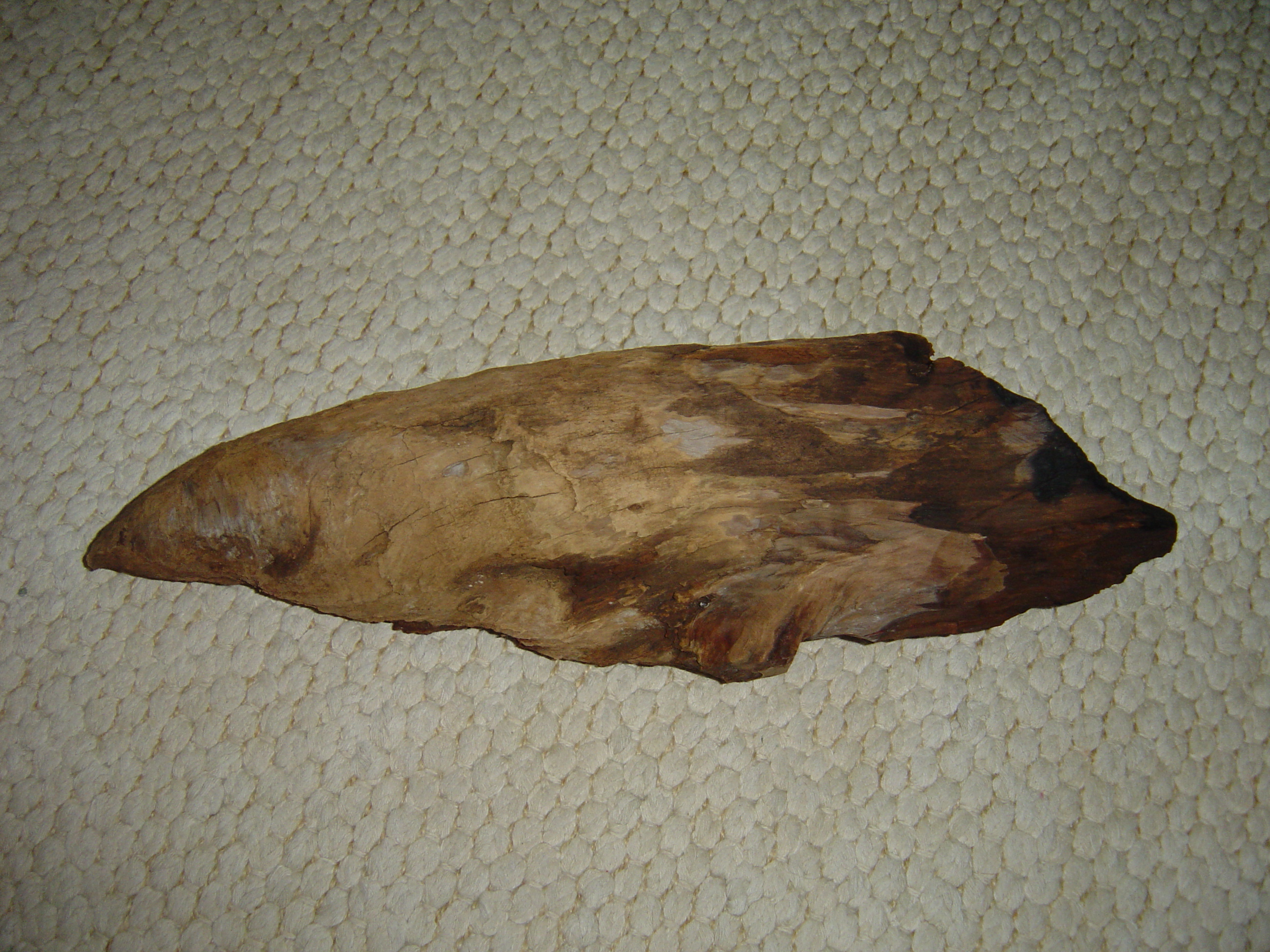
Nó de Pinho

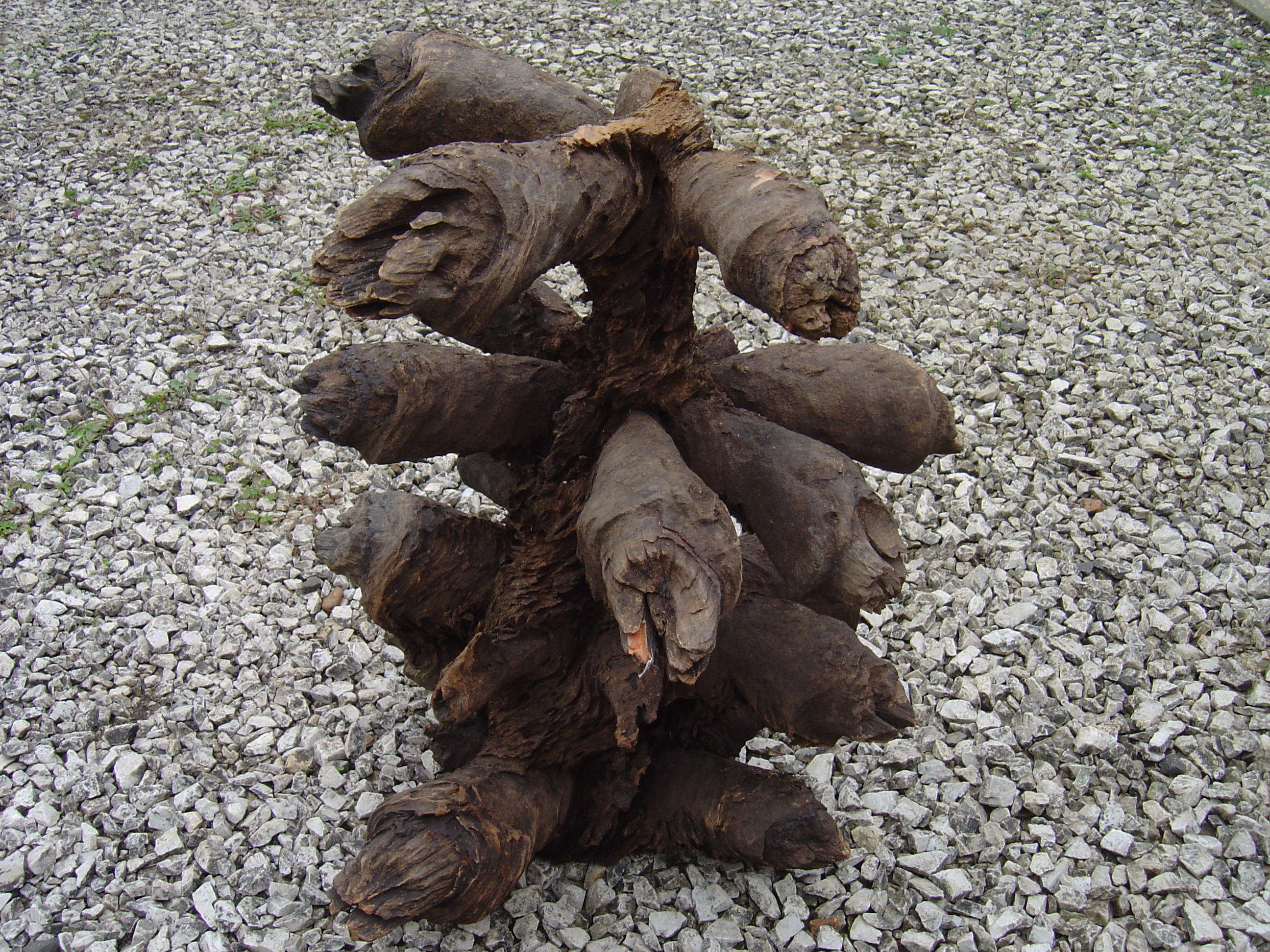
Aglomerado de Nó de Pinho

Nó de Pinho é uma parte do pinheiro, segmento do galho, originário da inversão dos galhos embutidos no tronco, envolvidos pelas camadas lenhosas. Os pinheiros são conhecidos também como Pinheiro-do-Paraná, pinheiro brasileiro, Araucaria brasiliensis  ou araucaria angustifolia. A araucária é a única espécie de seu gênero  de ocorrência natural no Brasil, e suas florestas concentradas, ocupam 20 milhões de ha, distribuídos nos estados do Rio Grande do Sul (25%), Santa Catarina (31%), Paraná (40%), sul de Minas Gerais e Rio de Janeiro (1%) e São Paulo (3%).  O nó de pinho tem forma cônica, em média mede 30 cm de comprimento e 20 cm de diâmetro. São relativamente pesados devido ao fato de estarem impregnados da resina natural do pinheiro-do-paraná. Essa circunstância dificulta a sua decomposição. O Fogo é uma das poucas formas de desintegração do nó de pinho. Os pinheiros chegam a atingir até 52 metros de altura e seus troncos  a 8,5 metros de circunferência.

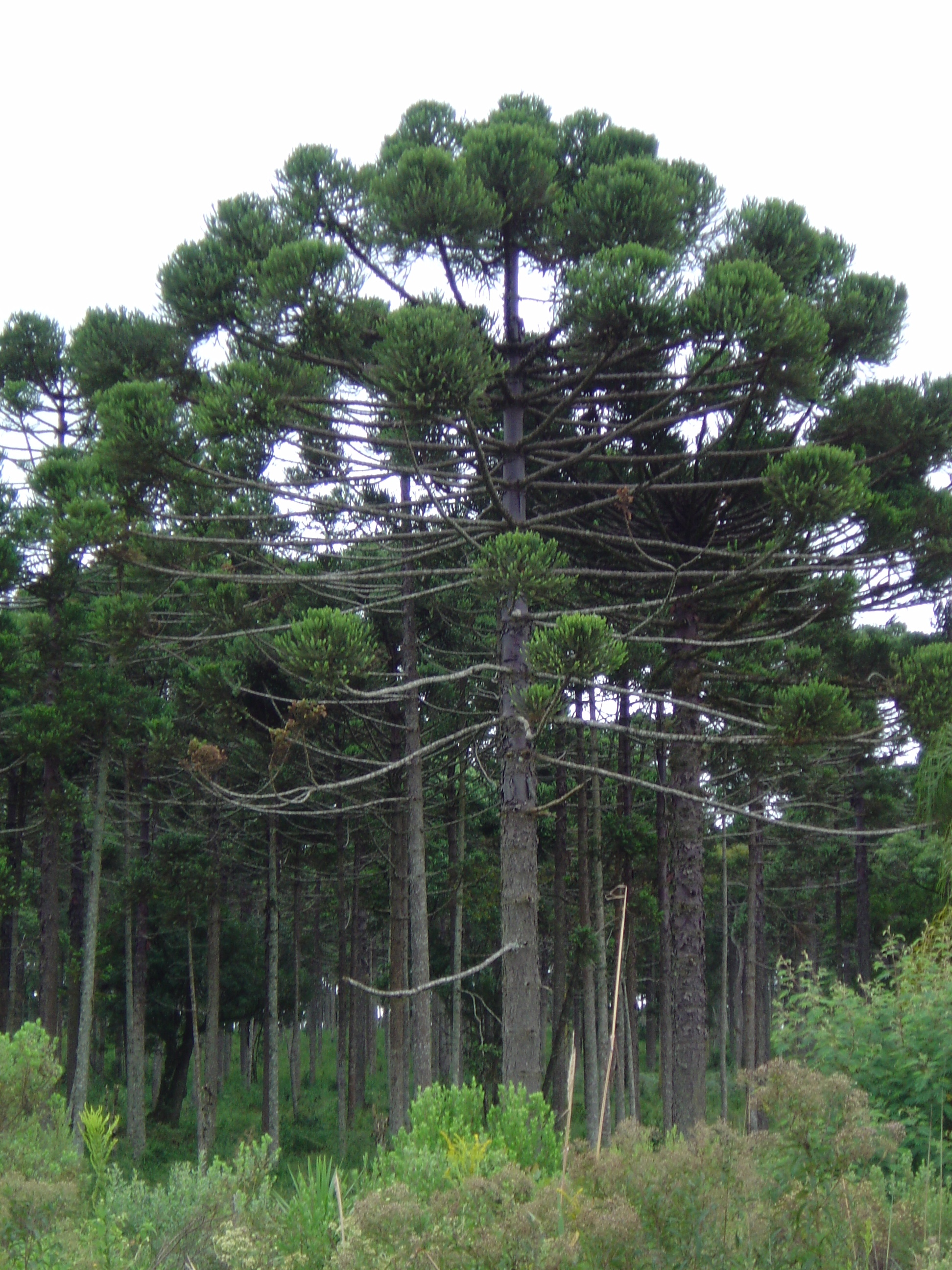
Pinheiro-do-Paraná

## Como surgem
Muitas árvores ao longo dos anos foram caindo, seus troncos foram se desintegrando completamente, exceto os nós de pinho, pois, são de difícil decomposição. Estes nós de pinho são encontrados geralmente enterrados, quando, por exemplo,  a terra está sendo trabalhada pelos agricultores, são então apanhados e guardados. O nó de pinho tem uma durabilidade no solo muito grande. Em lugares onde houve roças muito antigas ou em certas várzeas, frequentemente encontra-se nós de pinho até a 1 m de profundidade, em perfeitas condições, e a esta altura já não existe mais o tronco sob o solo.  Durante o ciclo da araucária, os pinheiros de maior diâmetro eram os preferidos, geralmente quando maiores que 40 cm. Além disto, também eram preferencialmente utilizados as toras sem os nós de pinhos, devido o maior valor econômico, o restante permanecia no solo criando aglomerados de nós de pinho.

## Utilidade
São usados muitas vezes como lenha, principalmente em lareiras, por terém um valor calorífico muito maior que a madeira comum, por isto são procurados como combustível, pois, seg. Paulo F. de Souza (1947) o seu poder calorífico é de 5650 quilocalorias por quilo. Mas é também utilizado, e de uma maneira mais nobre, como decoração, peças de artesanatos com entalhe, plantio de orquídeas, etc. Também produz uma resina que serve para fabricar vernizes, massas isolantes, goma-laca, etc.. Por estas razões, não há como se conformar que o nó de pinho, o qual apresenta tantas qualidades, seja criminosamente queimado, simplesmente como fonte de calor, com o mínimo de aproveitamento..
Por fim é bom lembrar que o nó de pinho esta em fase de esgotamento, e com certeza em poucos anos não será mais encontrado, pois as araucárias já estão muito escassas pela grande exploração que sofreram. Um desastre ecológico ocorreu a partir de 1960, indústrias de celulose usavam os pinheiros como matéria prima, que somente acabou após a proibição indiscriminada do corte e introdução do pinus elliotis.

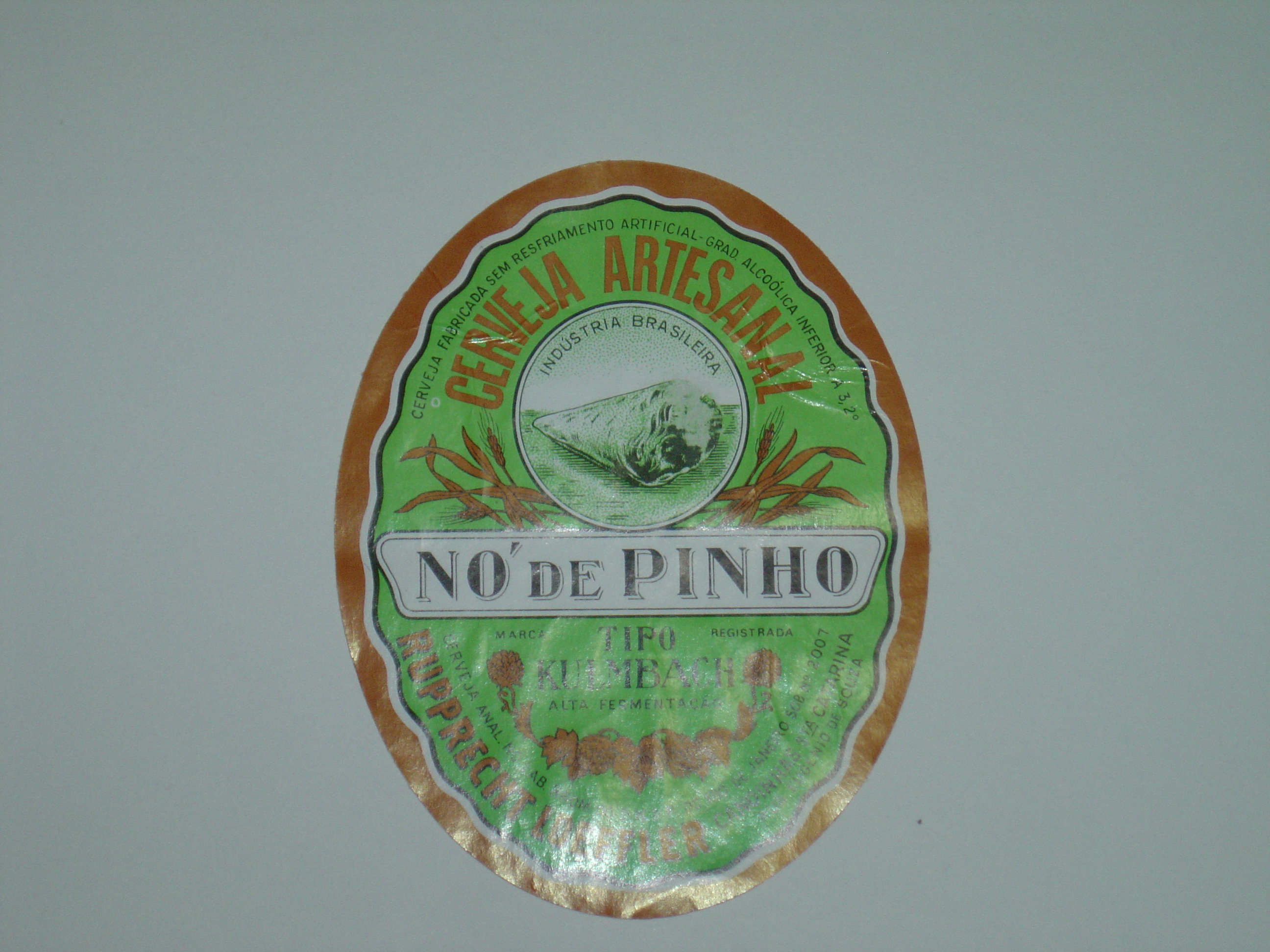
Cerveja Nó de Pinho